# 전진옥
전진옥(全珍玉), 1959년 6월 12일 ~ )은 대한민국의 벤처기업인이다.

## 인물
경상북도 출신으로 우리나라 벤처 1호기업이자 의료정보업체인 비트컴퓨터의 대표이사인 기업인이다.
미국 INTEC연구소 연구원, 한국과학기술연구원(KIST) 소프트웨어공학연구실장, 한국전자통신연구원(ETRI) 실시간 컴퓨팅 연구부장을 거쳐 2000년 벤처기업인 비트컴퓨터에 합류했다. 비트컴퓨터 기술연구소 소장 / 상무이사를 역임, 2005년부터 창업자인 조현정 대표와 함께 비트컴퓨터의 공동대표를 맡고 있다.
포상으로는 산업포장, 대통령표창, 정보통신부장관 표창, 보건복지부장관 표창 등이 있다.

## 학력
- 1995년 한국외국어대학교 경영정보학 박사[1]
- 1987년 미국 조지아주립대학교 정보시스템 석사
- 1984년 한국외국어대학교 교육학부 학사

## 주요 경력
- 1986~1987 미국 INTEC 연구소(위촉연구원)
- 1987~1998 한국과학기술연구원(KIST) 책임연구원 소프트웨어공학연구실장
- 1998~2000 한국전자통신연구원(ETRI) 실시간컴퓨팅연구부장
- 2010~2004 (주)비트컴퓨터 기술연구소장 상무이사
- 2005~현재  (주)비트컴퓨터 대표이사 사장
- 1993~현재  (사)한국정보처리학회 이사
- 1999~2000  한국정보과학회 이사
- 2011~현재  한국디지털병원 수출사업협동조합(KOHEA) 이사

## 수상 경력
- 1993 대전 EXPO 조직위원장 표창
- 1994 시스템공학연구소장 표창
- 1997 정보통신부장관 표창
- 1999 ISO/IEC JTC1 SC7 의장 표창
- 1999 대통령 표창
- 2007 산업포장
- 2010 보건복지부장관 표창

## 저술 활동
- 《스마트헬스의 미래》(전자신문사, 2014.06.20) ISBN 9788992885959

## 참고 자료
- 네이버 인물검색